# Tarso (ragno)

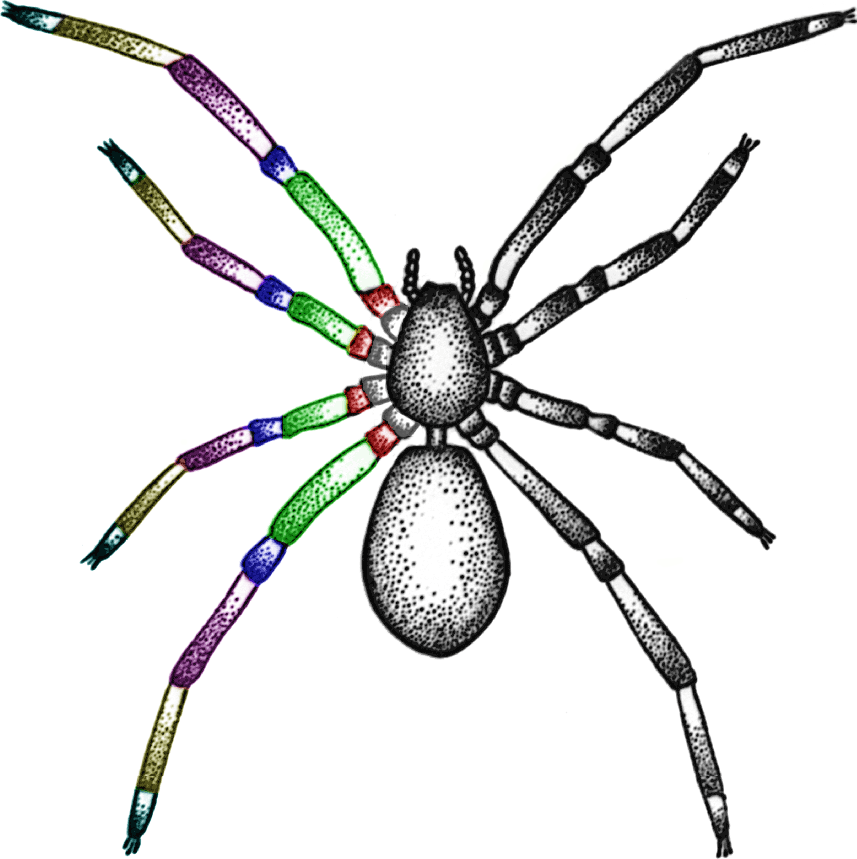
In questo schema si distinguono i segmenti o articoli che formano le zampe dei ragni attraverso colori diversi:
coxa = grigio
trocantere = rosso
femore = verde
patella = blu
tibia = viola
metatarso = giallo
tarso = celeste

Il tarso o telotarso di un ragno è il settimo segmento o articolo della zampa che pone in connessione il metatarso con l'artiglio terminale della zampa.

## Etimologia
La parola tarso deriva dal greco ταρσὸς, -tarsòs, che indicava il graticcio per far cagliare il formaggio e poi ha assunto anche il significato di pianta del piede.
Il prefisso telo- deriva dal greco τέλος, tèlos, dal significato di parte terminale, parte finale, apice.

## Morfologia
Il tarso o telotarso ha forma cilindrica, poco allungata, più sottile del metatarso e dalla struttura rigida; è il segmento terminale della zampa del ragno: al suo culmine vi è solo l'artiglio della zampa. I principali muscoli che governano i movimenti di questo segmento proseguono dal metatarso e sono i seguenti:
1. Muscolo extensor unguium,
2. Muscolo levator pretarsi,
3. Muscolo flexor unguium,
4. Muscolo depressor pretarsi, questi ultimi quattro muscoli rendono un tutt'uno il movimento metatarso-tarso per un efficace uso dell'artiglio terminale.[2].

L'articolazione metatarso-tarso non ha muscoli direttamente associati, condizione del resto presente anche fra gli insetti; ma la giunzione svolge comunque un ruolo fondamentale nel movimento contrattivo del tarso e quindi dell'artiglio, a causa della disposizione del tendine lungo i muscoli n.3 e n.4. Non vi è alcun condilo articolare in questa giunzione.
L'artiglio terminale consente al ragno di fare presa su qualunque tipo di supporto e di mantenersi sulla ragnatela senza dispendio di energie. Anche se non tutti i ragni posseggono artigli, in coloro che ne sono provvisti il numero, la struttura e la forma dell'artiglio sono comunque abbastanza variabili da famiglia a famiglia e, a volte, nell'ambito della stessa famiglia.